# Pasar Onan Manduamas
Pasar Onan Manduamas is een bestuurslaag in het regentschap Tapanuli Tengah van de provincie Noord-Sumatra, Indonesië. Pasar Onan Manduamas telt 5617 inwoners (volkstelling 2010).